# Marcelo Martinessi

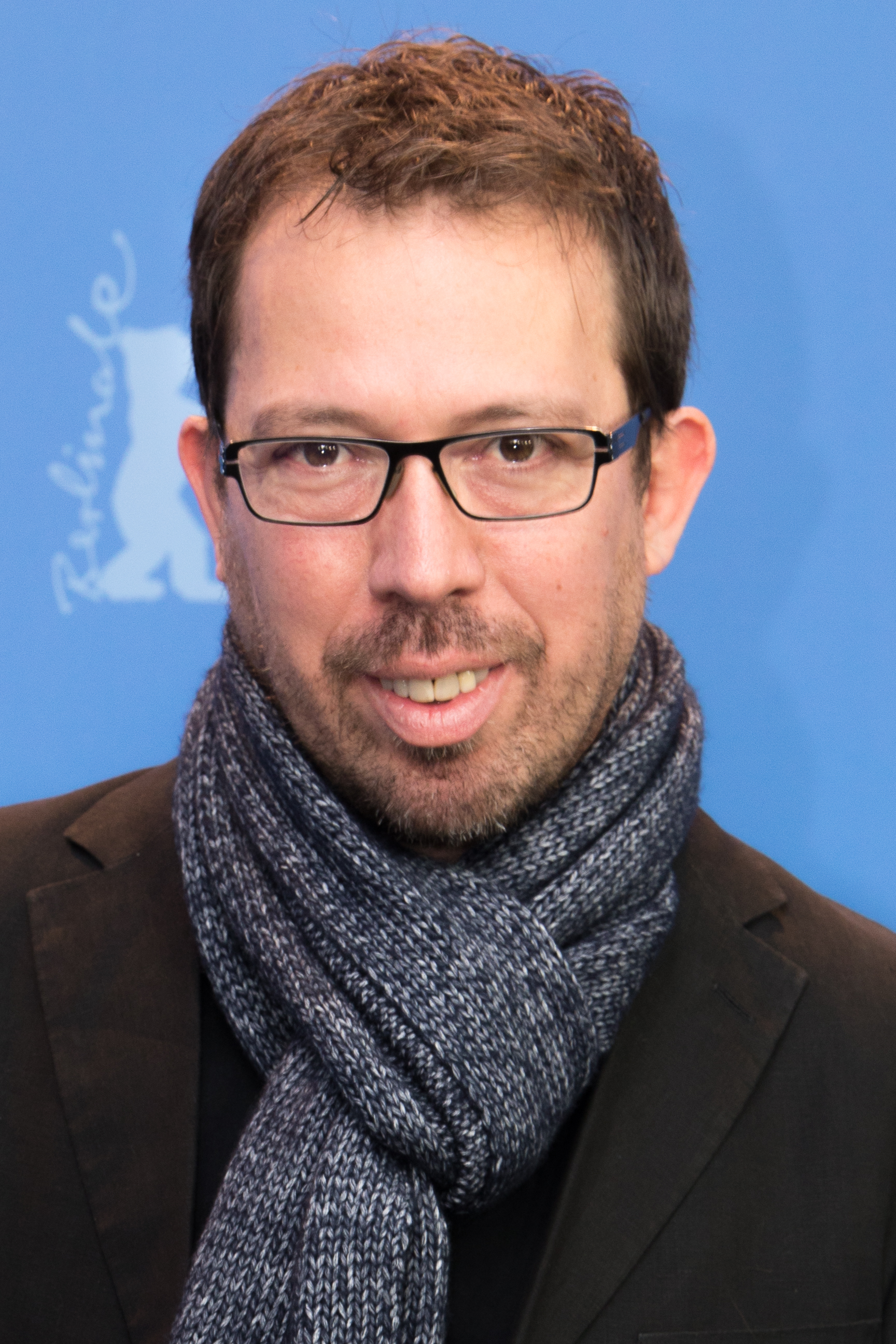
Marcelo Martinessi bei der Berlinale 2018

Marcelo Martinessi (* 1973 in Asunción) ist ein paraguayischer Filmregisseur und Drehbuchautor.

## Leben
Marcelo Martinessi wurde in Paraguays Hauptstadt Asunción geboren, wo er auch aufwuchs und Kommunikationswissenschaft studierte. Es folgte ein Studium der Filmwissenschaft an der London Film School.
Sein Debüt als Filmemacher gab Martinessi 2009 mit dem in Schwarz-weiß-Bildern gehaltenen, 19-minütige Kurzfilm Karai Norte, der den Bürgerkrieg in seinem Heimatland zum Thema hatte. Sein zweiter Kurzfilm, der 20-minütige Calle última (2011) ging aus einem Workshop mit Straßenkindern in Asunción hervor. 2010 wurde Martinessi nach dem demokratischen Machtwechsel in Paraguay damit beauftragt, den ersten öffentlichen Fernsehsender im Land zu gestalten. Nach dem „Staatsstreich“ im Jahr 2012 trat er vom Posten des Geschäftsführers zurück. Er verarbeitete das folgende politische Chaos mit dem zwölfminütigen Dokumentar-Kurzfilm La voz perdida (internationaler Titel: The Lost Voice), der von den Ereignissen in Curuguaty mit 17 Toten berichtet. Der Film brachte Martinessi bei den Internationalen Filmfestspielen von Venedig 2016 den Venice Horizons Award ein.
2018 stellte Martinessi mit Die Erbinnen (englischer Festivaltitel: The Heiresses) seinen ersten Spielfilm fertig. Das Melodram handelt von einer älteren Frau aus der Oberschicht Asuncións (dargestellt von Ana Brun), die sich zu emanzipieren beginnt, als ihre dominantere Partnerin (Margarita Irún) wegen Überschuldung in Untersuchungshaft gerät. Las herederas wurde als erstes Werk eines paraguayischen Regisseurs in den Wettbewerb der Berlinale eingeladen. Dort erhielt Martinessi den Alfred-Bauer-Preis sowie den FIPRESCI-Preis für den besten Film im Wettbewerb um den Goldenen Bären.
2021 stellte Martinessi auf dem Co-Production Market der 71. Berlinale sein Projekt Who Killed Narciso vor. Es wurde mit dem 6000 Euro dotierten ARTEKino International Award für ein künstlerisch herausragendes Projekt ausgezeichnet.
Gegenwärtig arbeitet Martinessi an seinem zweiten Spielfilm ¿Quién mató a Narciso? (Who Killed Narciso?).

## Filmografie
- 2009: Karai norte (Kurzfilm)
- 2011: Calle última (Kurzfilm)
- 2013: La voz perdida (Dokumentar-Kurzfilm)
- 2018: Die Erbinnen (Las herederas)

## Auszeichnungen (Auswahl)
- 2016:  Filmfestivals von Venedig  – Venice Horizons Award (La voz perdida)
- 2018: Internationale Filmfestspiele Berlin – Alfred-Bauer-Preis und FIPRESCI-Preis (Die Erbinnen)
- 2018: Cartagena Film Festival – Beste Regie, FIPRESCI-Preis (Die Erbinnen)
- 2018: Filmfestival von Gramado – Bester lateinamerikanischer Film, Beste lateinamerikanische Regie, Bestes lateinamerikanisches Drehbuch, Publikumspreis – Bester lateinamerikanischer Film (Die Erbinnen)
- 2018: Jeonju Film Festival – Bester Film (Die Erbinnen)
- 2018: San Sebastián International Film Festival – Bester lateinamerikanischer Film (Die Erbinnen)
- 2018: Santiago International Film Festival – Beste Regie (Die Erbinnen)
- 2018: Seattle International Film Festival – Lobende Erwähnung (Die Erbinnen)
- 2018: Sydney Film Festival – Bester Film (Die Erbinnen)
- 2018: Transilvania International Film Festival – Bester Film (Die Erbinnen)
- 2018: World Cinema Amsterdam – Bester Film (Die Erbinnen)
- 2021: ARTEKino International Award auf dem Co-Production Market der Internationalen Filmfestspiele Berlin (Who Killed Narciso)